# Zeitz
Zeitz (pronunciación en alemán: /t͡saɪ̯t͡s/ⓘ) es una ciudad de Alemania en el estado de Sajonia-Anhalt a la orilla del río Elster. Zeitz es un punto de enlace de las líneas férreas Leipzig-Probstzella y Weißenfels-Zeitz, a 160 m sobre el nivel del mar. Tiene varios puentes que cruzan el río, una iglesia católica y cinco de evangélicas, un antiguo Ayuntamiento, monumentos al emperador Guillermo I y el regidor Delbrück, Gimnasio, Escuela de Artes y Oficios, Biblioteca pública (25.000, volúmenes), Orfanato, Tribunal de Justicia, Oficina de montañas, etc. Así como un funicular que une el casco antiguo de la ciudad con el ensanche de la misma, que en los últimos años ha cogido con empuje la construcción.
Aunque la reunificación alemana hizo marchar varias industrias principales de la ciudad, quedaron algunas como las de construcción de maquinaria, carruajes y objetos de madera, pianos, jabones y perfumería, géneros de lana y algodón, azúcar, etc. Inmediatos a la ciudad están los Dominios Zeitz (Domäne Zeit). Este complejo fue el punto de mira de los bombardeos de la Segunda Guerra Mundial. En aquellos años contaba con un instituto educativo para niños huérfanos. El palacio de Moritzburg, antigua residencia de los obispos de Zeitz y, desde 1653 hasta 1717, de los duques de Sajonia-Zeitz, con la iglesia de la Trinidad, durante muchos años fue un asilo y correccional.

## Historia
Zeitz fue una antigua colonia eslava, adquirió gran importancia en el siglo X en hacerla el rey Otón I del Sacro Imperio Romano-Germánico (968) sede episcopal y crear la Marca de Zeitz. El carácter de municipio independiente no la adquirió hasta después del 1200. A causa de las frecuentes invasiones de los vendes, el obispo trasladó la sede en Naumburg (Saale) (1029), por el que el obispado tomó el nombre de Naumburg-Zeitz. En 1537 se tuvieron en Zeitz las negociaciones -por cierto estériles- para la renovación del pacto de sucesión entre Brandenburg, Hesse y Sajonia. Allí residieron desde 1656 hasta 1718 los duques de Sajonia-Zeitz.